# Pipa (stränginstrument)

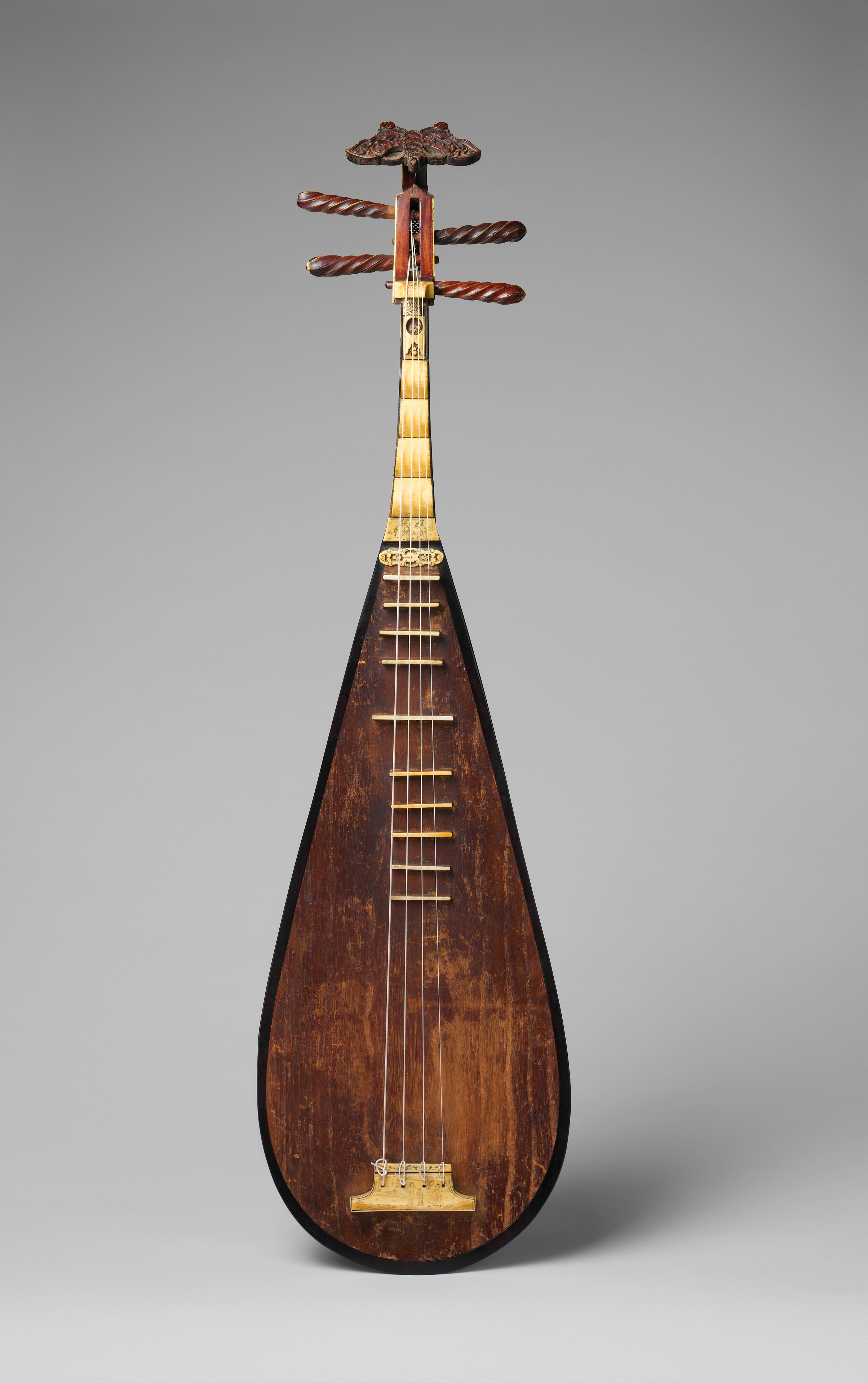
Pipa från Mingdynastin.

Pipa (kinesiska: 琵琶) är ett kinesiskt stränginstrument. Den påminner om en luta men är flatare och mer päronformad. Musikinstrumentet tillverkas vanligen i mahogny, sandelträ eller andra ädelträsorter. En modern pipa har fyra stålsträngar, stämda A-E-D-A, och 24-30 greppband. Pipan spelades tidigare med plektrum men idag använder man naglarna - egna eller konstgjorda.
Instrumentets kinesiska namn beskriver hur det spelas. Vid pí (琵) förs högra handens  pekfinger över strängarna från höger till vänster och vid pá (琶) förs tummen i motsatt riktning. Den japanska motsvarigheten för pipan är en biwa.

## Historia

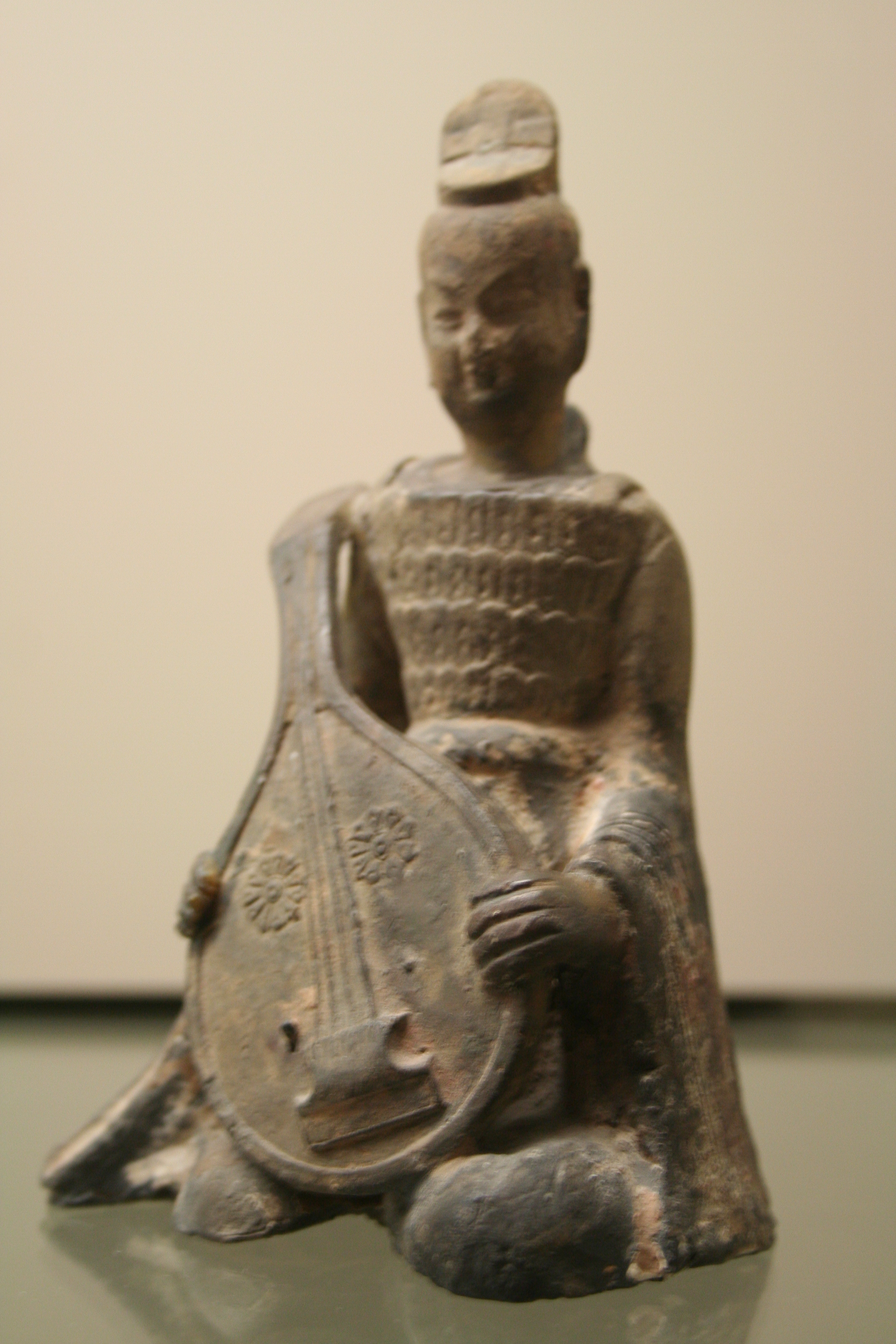
Skulptur av en pipaspelare från Suidynastin.

Instrumentet kan härledas till Qindynastin men dess utformning har förändrats sedan dess, främst genom påverkan från det arabiska instrumentet Oud. Ursprungligen hölls pipan  horisontellt som en gitarr men idag hålls den nästan vertikalt.
Pipan var populär under Tangperioden och  spelades vid hovet i Chang’an där många persier och kucharer underhöll kejsaren. På väggmålningar i Mogaogrottorna i närheten av  Dunhuang avbildas buddhistiska halvgudar som spelar pipa.

## Nutid

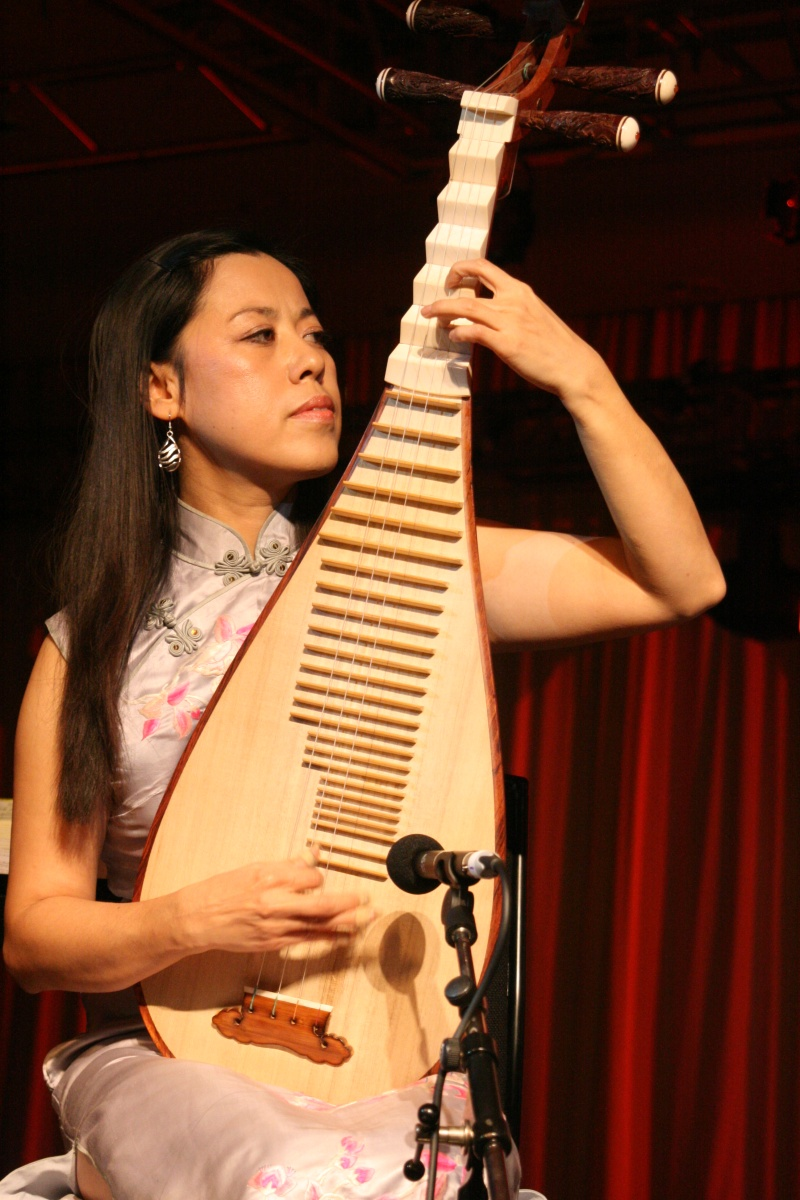
Cheng Yu spelar pipa.

Pipan används inom klassisk kinesisk musik, men också i nyskrivna verk. Flera amerikanska kompositörer, bland andra Terry Riley och Philip Glass, och kinesiska Tan Dun har skrivit partier för pipa.
Pipan används ibland inom popmusiken och gitarristen Mike Einziger i gruppen Incubus spelade pipa på låten Aqueous Transmission 2001 och den franska musikern Djang San spelar både jazz och rockmusik med kvintackord och basgång på instrumentet.
Den femsträngade pipan, som användes mellan 400- och 700-talet och dess repertoar har också återkommit.